# Acanthostracion quadricornis
Acanthostracion quadricornis är en fiskart som först beskrevs av Carl von Linné 1758.  Acanthostracion quadricornis ingår i släktet Acanthostracion och familjen koffertfiskar. Inga underarter finns listade i Catalogue of Life.

## Bildgalleri

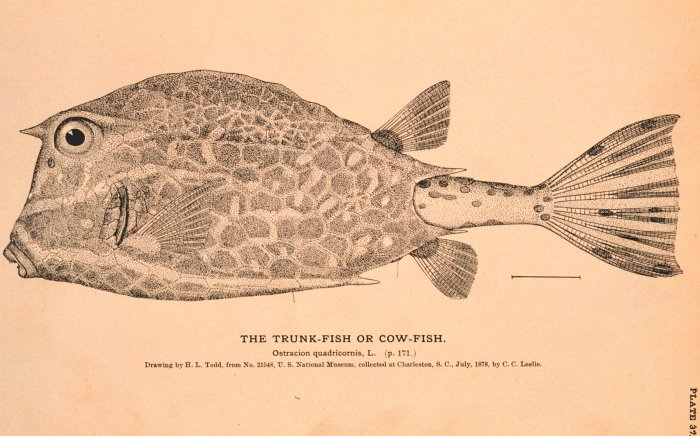
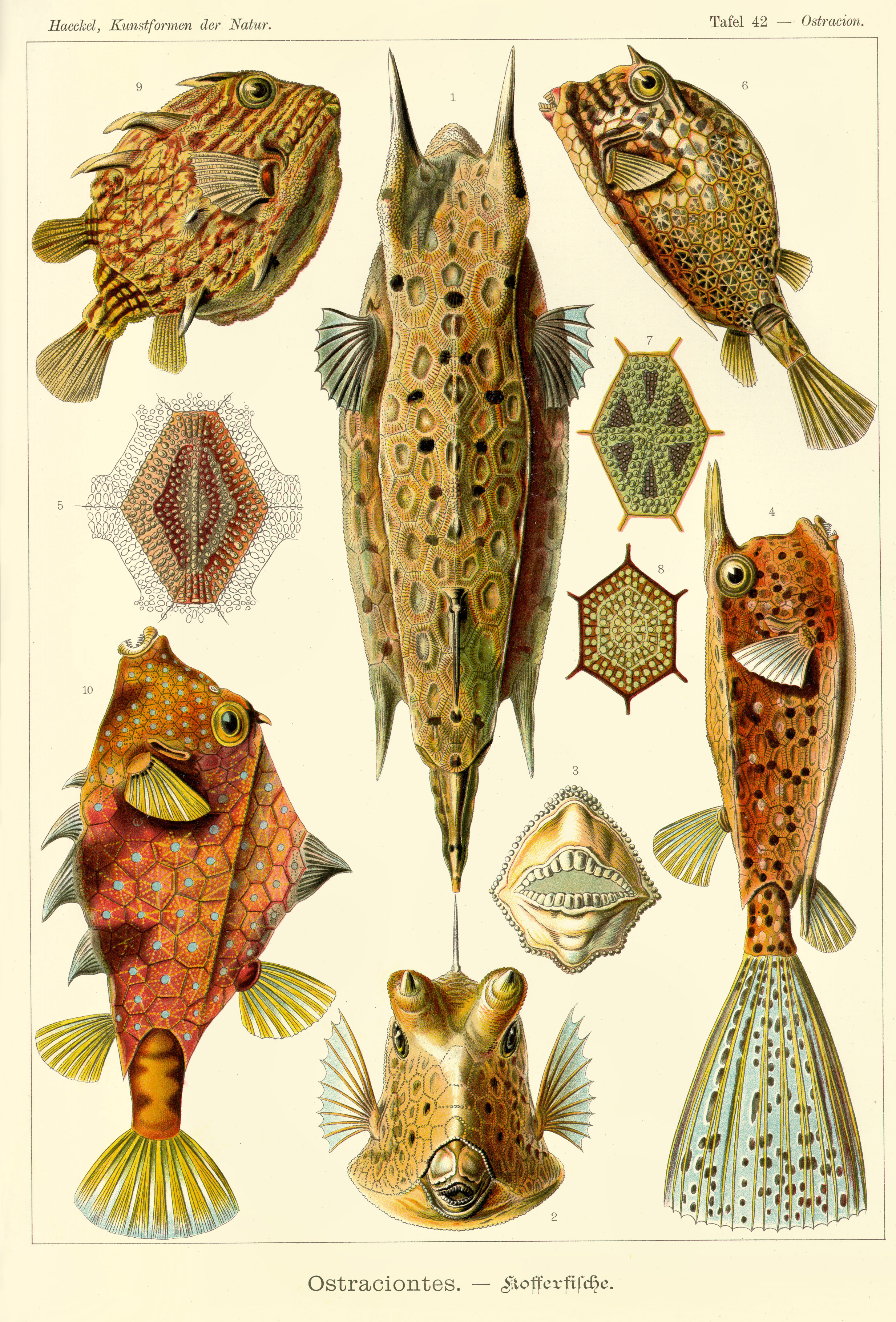
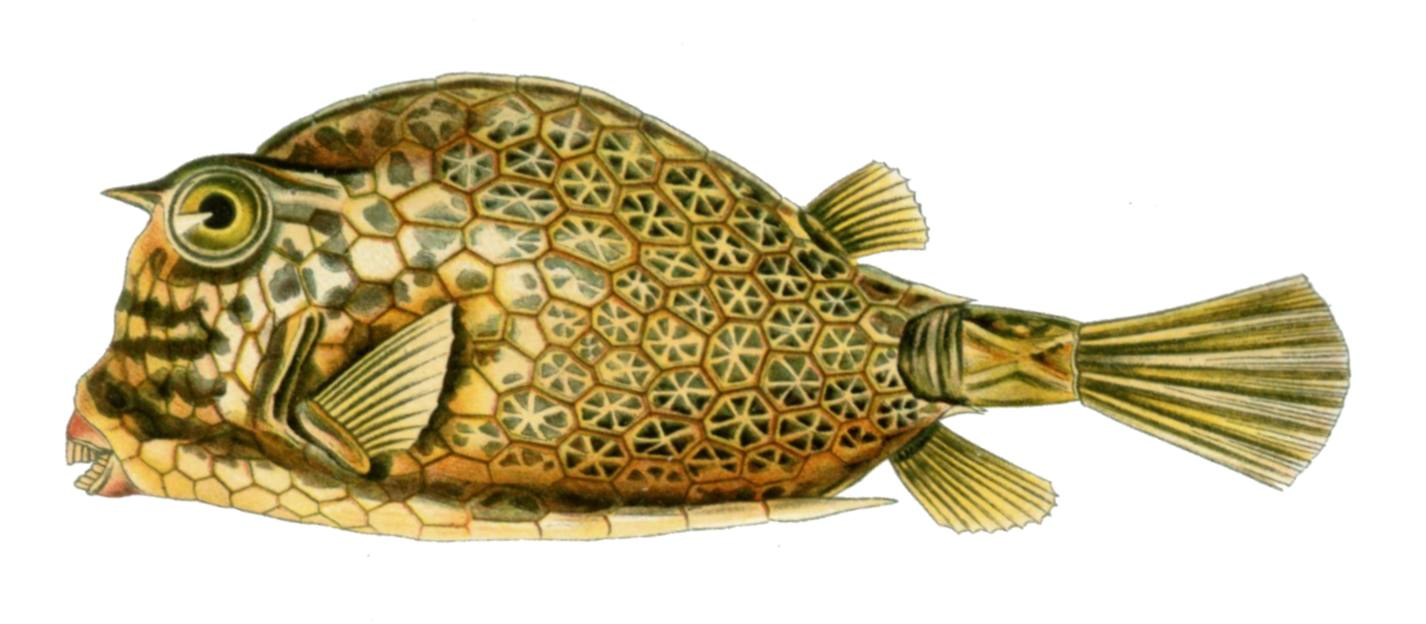
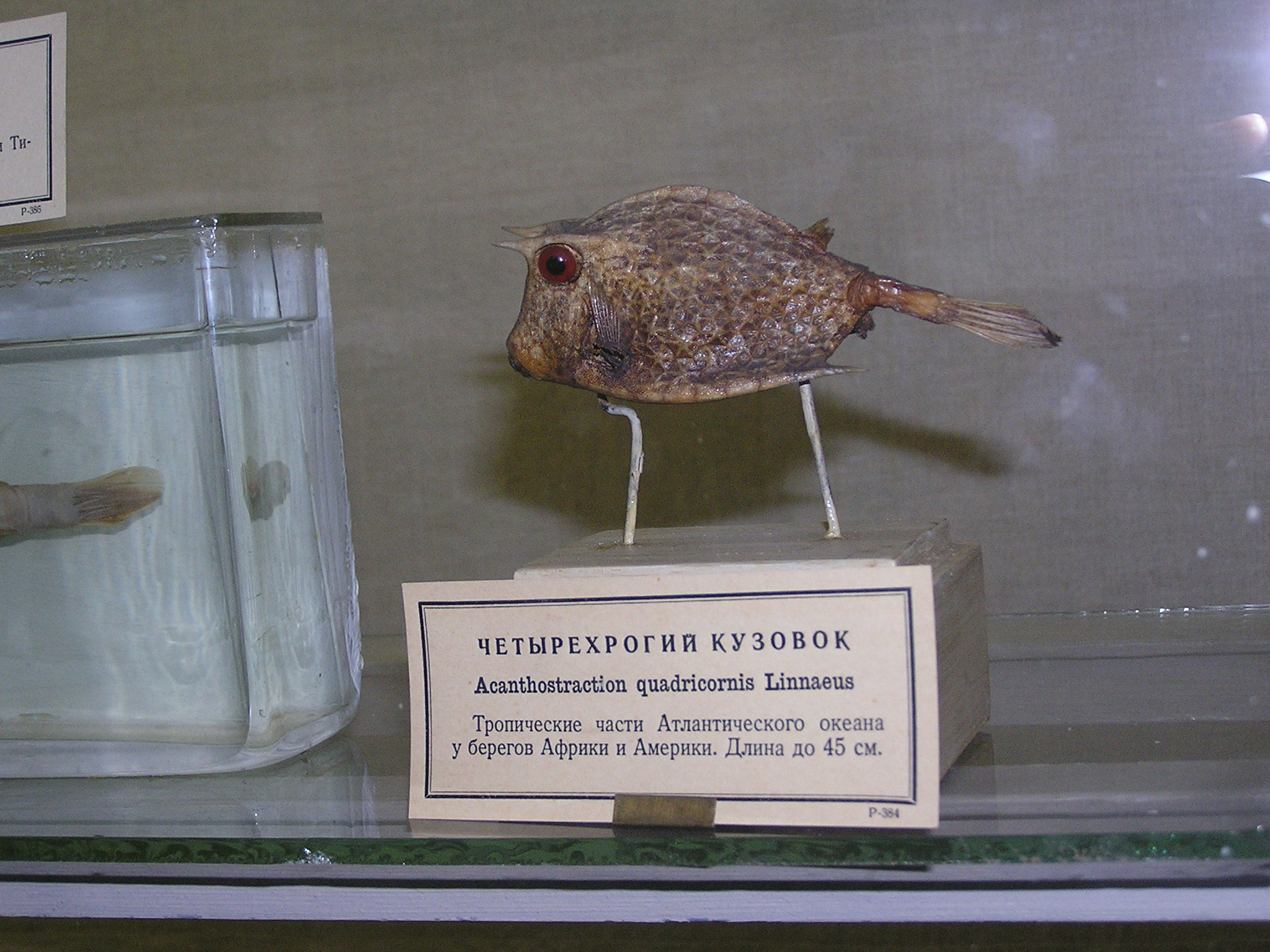
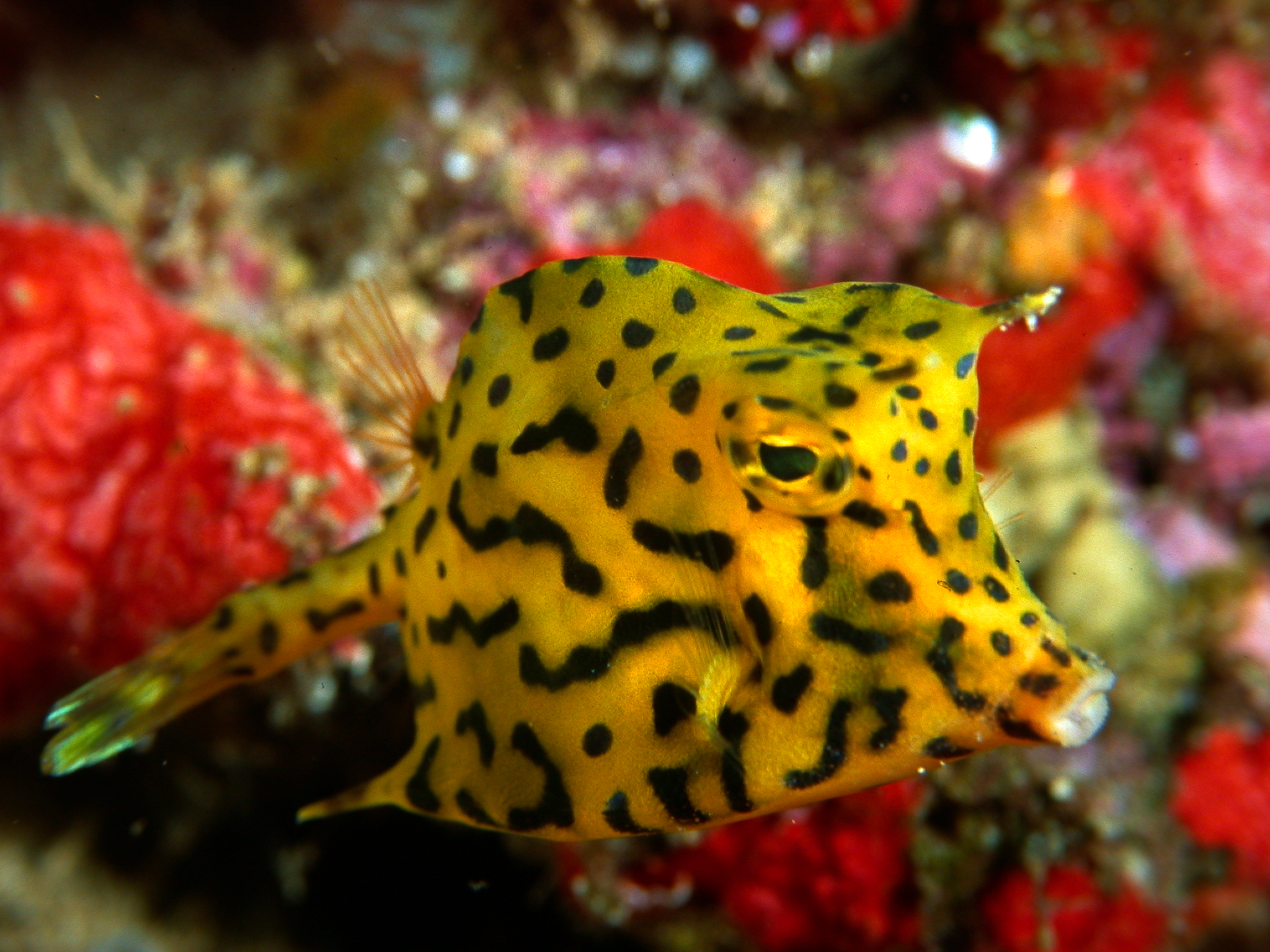